# Antoni Compte i Fort
Antoni Compte i Fort (Reus, 30 de novembre de 1695 - Vilaplana, 16 de febrer de 1768) va ser comerciant, hisendat i ciutadà honrat de Barcelona.
Fill de Joan Compte i Torrell i de Maria Fort, va ser l'hereu del seu pare. Quan aquest va morir encara era menor d'edat i la seva hisenda va estar en mans de tutors. El 2 de desembre de 1709 es va casar a la Catedral de Tarragona amb la tarragonina Maria Isabel Pastor i de Mestre, filla de Joaquim Pastor i Sentís, ciutadà honrat de Barcelona, que li va aportar un dot de 4.000 lliures. Com a hereu del seu pare va liquidar alguns negocis d'aquest, per exemple la societat amb Josep Grases, el qual li va pagar 10.600 lliures l'any 1710 per la part de l'empresa, o la venda de la participació que tenia en la societat amb Josep Aparici, de Barcelona, del qual va cobrar 500 lliures. També va emancipar una esclava, Rosa Ancilla, el 1710. El fet de casar-se amb una tarragonina i l'estat de guerra en què es vivia aleshores el va fer decidir a traslladar-se a Tarragona, a una casa del carrer dels Cavallers que havia estat de la família Montargull, i que va comprar el 1711 per 2.000 lliures. El juny de 1713 va ser convocat a una reunió del Braç Militar que s'havia de celebrar a Barcelona el 30 de juny de 1713, però no hi anà i va donar la representació a Josep Grases. Acabada la Guerra de Successió va deixar Tarragona i es va instal·lar a Vilaplana, on va seguir dedicant-se al comerç i sobretot comprant i arrendant terres. Antoni Compte va enviudar el 1737 i el 1747 es va casar en segones núpcies amb Teresa Arbó i Llaberia de Falset. Ben situat a la nova població, va entrar a formar part dels familiars de la Inquisició. L'any 1744 formava part del tribunal de Vilaplana. A principis de la dècada de 1760 va patir dificultats econòmiques degut a les males collites dels anys anteriors i potser per la seva tendència a pledejar. El 1764 tenia una causa al Tribunal de la Inquisició contra Pere Font i Miquel Llagostera de Reus i una altra a la Cúria de Tarragona contra Jeroni Vaquer de Batea. El 1767 encara en tenia dues a la Reial Audiència de Catalunya a Barcelona. Una germana seva, Antònia Compte Fort, es va casar amb el comerciant, ciutadà honrat i alcalde de Reus (1724-1726) Gabriel de Simó.